# 滿天星 (歌曲)
〈滿天星〉是美國搖滾樂團破嘴合唱團的一首歌曲，收錄在其第二張錄音室專輯《太空漫遊》中，於1999年5月4日作為首波單曲發行。這首歌由格雷格·坎普創作、艾瑞克·瓦倫丁製作，是專輯中最晚創作和錄製的歌曲之一，起因為樂團所屬廠牌新視鏡唱片要求其寫出更多可作為單曲發行的作品。創作過程中，坎普汲取甜蜜射線合唱團和心靈矇蔽合唱團等藝人的當代音樂元素，希望為邊緣人創作出專屬的「讚歌」。與樂團首張專輯《就是幹》裡較深的斯卡龐克色彩相比，這首歌的風格更適合在電台播放。
歌曲所獲評價多為正面，樂評家稱讚其旋律琅琅上口，並且見證了破嘴合唱團的音樂發展。歌曲登上多國唱片排行榜，最高於澳洲、加拿大和美國排名前十，並在芬蘭、冰島、紐西蘭、蘇格蘭和西班牙打進前20名。
〈滿天星〉的音樂錄影帶由1999年超級英雄電影《神秘兵團》角色及樂團成員共演。該電影除了以「群星」為特色，也是首部起用本歌曲為插曲的電影。在此之後它又出現在《數碼寶貝電影版》與《史瑞克》等電影中而廣為人知。2010年代，歌曲因網路迷因再度爆紅，更在2017年至2021年間成為全美點聽數最多的搖滾歌曲之一。

## 背景和錄製

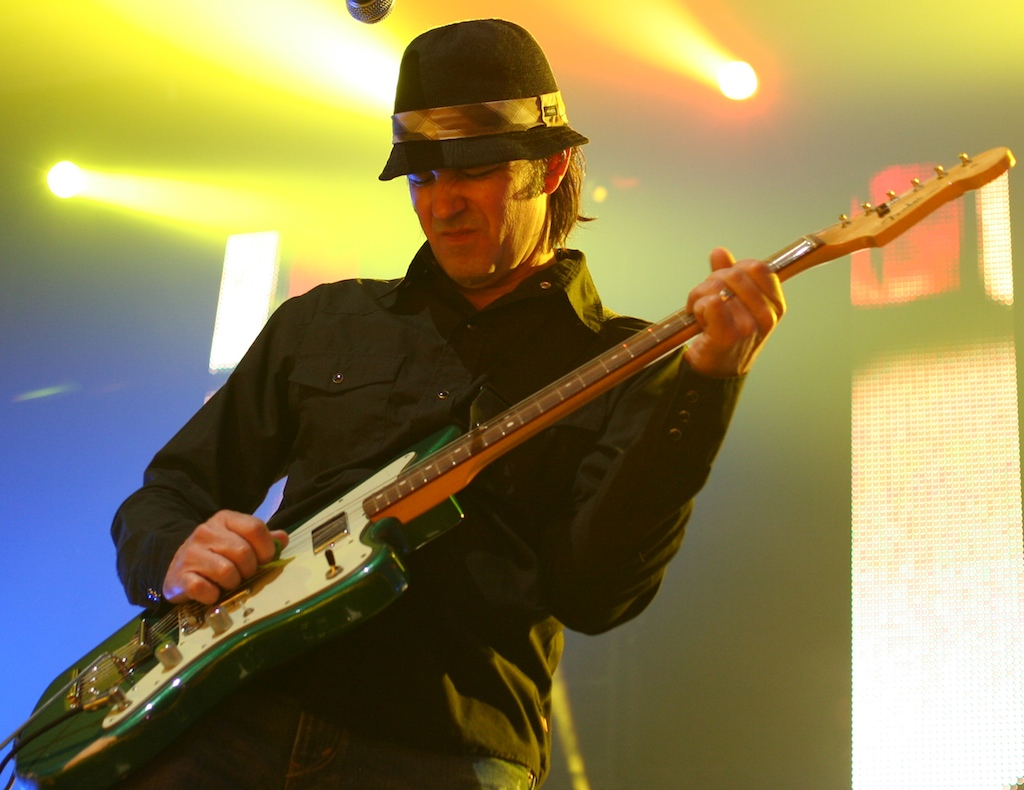
吉他手格列格·坎普（如圖）於1999年創作出〈滿天星〉，是專輯中最晚錄製的歌曲。

〈滿天星〉是破嘴合唱團為第二張專輯《太空漫遊》錄製的最後一首歌曲，和專輯的其餘曲目一樣於加州紅木城的H.O.S.錄音室製作、混音和策畫。樂團前張專輯《就是幹》得力於主打歌〈Walkin' on the Sun〉的威勢已賣出超過200萬張，然而此張專輯其他歌曲的成績均不及以往，導致一些人給樂團貼上了「一片歌手」的標籤。製作人艾瑞克·瓦倫丁表示，該張專輯有一個「不三不四的差別」，即非常成功，但也經常被買家退貨，因為它的其餘收錄曲聽起來不像實在是主打歌。為了創作《太空漫遊》，樂團決定將他們的曲風從《就是幹》特有的斯卡龐克抽離出來。吉他手葛列格·坎普因對流行音樂足夠敏銳，擔起為《太空漫遊》譜寫所有歌曲的任務。
眼見專輯大致完工，合唱團將歌曲上交給音樂廠牌新視鏡唱片發行，但遭到廠牌拒絕，理由是缺少像樣的首波或第二波單曲。總經理羅伯·海斯（Robert Hayes）向坎普提供寫歌建議，他拿出一期《告示牌》雜誌的複本，展示書中排行榜上的前50名歌曲，裡頭包括甜蜜射線合唱團和心靈矇蔽合唱團等藝人，並告訴坎普他想要「每首歌曲的一小部分」。接下來兩天裡，坎普創作出〈滿天星〉和〈Then The Morning Comes〉兩首《太空漫遊》最先發布的單曲。
撰寫〈滿天星〉的歌詞時，坎普參考了樂團經常收到的歌迷來信內容。許多來信的年輕歌迷都曾有過被邊緣或霸凌的經歷，且對樂團抱有強烈認同感，所以坎普想寫一首專屬他們的「讚歌」。他亦加入較憂鬱的歌詞，這與歡快的伴奏形成鮮明對比。由於沒有太多時間進行錄製，樂團請來職業樂手麥可·厄爾巴諾代替他們往常的鼓手打鼓。瓦倫丁透露，歌曲在主鼓的基礎上用了來自舊唱片的鼓點循環以增添復古感。貝斯手保羅·德·萊斯勒還在這首歌吹口哨。
總經理羅伯·海斯很快就授權這首歌在各個媒體中使用，不到幾個月它就出現在超級英雄喜劇片《神秘兵團》中。

## 詞曲
在音樂性上，〈滿天星〉以4/4拍的F大調創作，速度為每分鐘100拍，曲風被歸類為另類搖滾和強力流行。作為獻給邊緣人的讚歌，〈滿天星〉被坎普形容為「人生基本是美好的日常肯定」。他表示孩子、老師和父母們非常感謝他們所製作的「有趣且輕鬆愉快」的專輯，而此作也延續了這項傳統，具備簡單好記的旋律、振奮人心的歌詞，「所有那些很有感染力的流行樂的要素」。

## 評價和殊榮
〈滿天星〉獲得樂評家多為正面的評價，一些評論認為它見證了破嘴合唱團的音樂發展。《每日報》的托德·諾登（Todd Norden）直言這首歌比《就是幹》中的歌曲「好多了」 ；美聯社職員指它是《太空漫遊》中其中一首「輕鬆放浪」的歌曲。《晨報》作家約翰·特萊斯基（John Terlesky）稱讚這首歌聽起來「新穎且有所進步」。
歌曲琅琅上口的旋律也受到讚揚。影音俱樂部的史蒂芬·湯普森（Stephen Thompson）稱歌曲魅力無法擋，《滾石》雜誌作家大衛·懷爾德（David Wild）則認為這首歌有機會成為熱門金曲。《亞特蘭大憲法報》的道格·漢米爾頓（Doug Hamilton）誇讚〈滿天星〉是專輯的「巔峰」和「完美的夏季頌歌」。來自《愛德蒙頓日報》的桑德拉·斯佩魯內斯（Sandra Sperounes）稱讚歌曲聰明的詞創，並特別注意到其「對愚蠢的含蓄指涉」。而《奧斯汀美國政治家》的傑伊‧德福爾（Jay DeFoore）則持負面態度，批它為「專為MTV打造的空洞曲調」並且是並且是「樣板熱歌的經典範例」。
在2000年第42屆葛萊美獎上，〈滿天星〉獲提名為最佳流行組合或團體聲樂表演，但最終輸給山塔那合唱團的〈Maria Maria〉。在回顧性評論中，《告示牌》和《Paste》編輯都將它選為1999年最佳歌曲之一，而《滾石》作家羅伯·薛菲德、《Spin》作家泰勒·柏曼（Taylor Berman）亦然。《告示牌》特約撰稿人加布·金斯伯格（Gab Ginsburg）稱歌曲自從出現在《史瑞克》後產生長久的文化效應，數以百計混音魔改影片均肇因於此；柏曼則形容歌曲好似「有了自己的生命」並蛻變成為一種「文化製品」。 《Paste》的傑佛瑞·希姆斯（Geoffery Himes）稱歌曲是「收聽1999年40強電台最好的理由」。《芝加哥讀者報》的萊爾·加利爾（Leor Galil）盛讚歌曲已「跨越了曲風的邊界」而且「永久地卡在美國人的海馬迴中」。相反地，《Noisey》將其列進1990年代最糟歌曲名單，作家安娜麗絲·多梅尼基尼（Annalise Domenighini）稱它是「為什麼斯卡流行從一開始就不該存在的唯一論據」

## 發行和商業成績
〈滿天星〉於1999年5月4日發行，是為《太空漫遊》的首波單曲，同時也是1999年超級英雄喜劇片《神秘兵團》原聲帶專輯的第一首單曲。這首歌於1999年5月22日當週打進《告示牌》百大單曲榜第75名，後在8月14日達到最高點第4名。歌曲在同雜誌的電台歌曲榜、成人四十強單曲榜與主流四十強單曲榜勇奪冠軍，並在另類歌曲榜和成人另類歌曲榜排到第2和第5名。〈滿天星〉其後因在美國的認證銷售量達到3,000,000張獲得美國唱片業協會（RIAA）的三白金認證。歌曲也成功進軍國際，在加拿大，〈滿天星〉打進《RPM》熱門單曲榜第2名，並在成人當代榜與搖滾/另類榜排到第4和第6名。它也在澳洲擁有前十名，芬蘭、冰島、紐西蘭、蘇格蘭和西班牙排行榜前20名的成績。
1999年末，這首單曲在《告示牌》年終百大單曲榜上取得第17名，並在成人40強、另類歌曲、主流40強和廣播歌曲榜中排進前十。此曲在澳洲和加拿大的年終排行榜分別排到第31和第4。歌曲在英國獲雙白金認證，並在澳洲和義大利獲白金認證。
在《告示牌》搖滾串流歌曲榜上，〈滿天星〉在榜時間逾100週，並在2019年9月21日達到最高點第3名。歌曲是2017年和2018年全美串流點聽數最多的搖滾歌曲之一，並獲得2019年度搖滾串流歌曲榜第六。

## 音樂錄影帶
歌曲的音樂錄影帶由McG執導，並由出演《神秘兵團》的影星客串。不過他們在錄影帶的絕大部分畫面出自電影的庫存鏡頭，其餘則由替身上場，並且只有拍攝後半身。全片以「神秘兵團」正徵集新成員開始，在拒絕幾位面試者後，團隊看上破嘴合唱團的主唱史蒂夫·哈維爾。影片接著圍繞著哈維爾從失火的房子中救出小狗、徒手立起翻倒的校車等種種壯舉。
2019年1月，影片以HD畫質高清重製並添加字幕，以慶祝歌曲發行20周年。截至那時，影片已在YouTube累積達到2.19億次觀看次數。

## 文化影響

### 電影和流行文化
〈滿天星〉在發行後的幾年間被頻繁運用於各種電影中。最早是1999年超級英雄喜劇片《神秘軍團》以及《阿G探長》，次年它又出現在動畫片《數碼寶貝電影版》及其原聲帶中。在2001年喜劇片《瘋狂世界》中，破嘴合唱團更現身片尾的一場慈善音樂會並演唱這首歌曲。而令歌曲名氣再度大漲的是同年起用〈滿天星〉為片頭曲的夢工廠動畫片《史瑞克》。起初電影製片人只打算將這首歌曲當臨時墊補用，並另請麥特·麥哈菲創作一首感覺相似的歌曲替代之，但夢工廠執行長杰弗瑞·卡森伯格提議直接用〈滿天星〉就好。雖然夢工廠方面意願強烈，但破嘴合唱團對要和這樣的家庭電影合作打不定主意，憂心自己的品牌形象會因此受到影響。最後團員在看完《史瑞克》試片後被打中了心，於是授權同意讓〈滿天星〉加進正片中。此外，他們還在電影結尾帶來頑童合唱團〈I'm a Believer〉的全新演繹。電影聯合導演維姬·傑森稱，〈滿天星〉完美符合片中同名怪物的格調和氣質，這個角色「很滿意孤身一人的生活而且完全不知道自己還有很多要學。」
〈滿天星〉常在美國的體育賽事中播放，在球迷中享有高知名度。樂團也屢次受邀到體育比賽中表演這首歌，包括美國職棒大聯盟1999年全壘打大賽。
2010年，樂團在喜劇小品《週六夜現場》中不斷出現一位女孩的衣櫥裡，向她演奏著這首歌，其中女孩的母親由珍妮佛·羅培茲飾演。經樂團官方批准的改編音樂劇於2018年問世，名為《All Star: The Best Broadway Musical》（滿天星：最佳百老匯音樂劇），而〈滿天星〉是全劇唯一的曲目，透過不同形式和風格呈現。Polygon的西達·阿德拉卡（Siddhant Adlakha）參加完該劇的朗讀會後發表專文報導，形容其就像「点唱机音乐剧，但是點唱機壞掉了」。對於劇作概念，阿德拉卡表示：「聽起來像是最世界上最白痴的主意，但如果劇組成員沒這麼齊心協力的整活我可不會開心的」

### 戲仿和迷因
〈滿天星〉非但廣泛用作網路迷因，也是不時被惡搞模仿的對象。歌曲的混音改作與迷因梗與《史瑞克》有密切關連，該電影在網上擁有龐大的粉絲群和迷因社群。歌曲本身的基礎架構亦令其能輕易地被混搭或重混，副歌和開頭的「somebody」一詞便是常被拿來玩梗的部分。
YouTube頻道Richalvarez於2009年上傳的「Mario, You're a Plumber」（瑪利歐，你是水管工）被視為該平台最早惡搞〈滿天星〉的開山之作 。該影片以任天堂旗下遊戲角色瑪利歐兄弟為主題，截至2017年11月已獲得150萬總播放次數。音樂家兼YouTuber尼爾·齊切爾加發行之四張一系列混搭專輯—《Mouth Sounds》、《Mouth Silence》、《Mouth Moods》、《Mouth Dreams》—混剪了〈滿天星〉與其它20世紀90年代的流行歌曲，其中在2014年左右走紅的《Mouth Sounds》被認為是引導歌曲聲量和關注度進一步升高的契機。歌曲於2016年因YouTuber喬恩·蘇丹諾（Jon Sudano）的翻唱影片獲得不少的曝光，他透過將〈滿天星〉的歌詞套用到其他名曲的方式，吸引破900,000人訂閱，並催生更多類似作品。於是，這些所謂的「Smashup」成為Reddit子版塊和SoundCloud的子分類。音樂錄影帶的觀看數在此時期經歷大幅的增長，直到熱潮於2016年末稍降。ABC新闻电台表示歌曲在2016年12月平均每日就能獲得21,000次到155,000次點閱，而在2017年高峰時每日甚至能達到478,000次的點閱數。The Daily Dot的奧斯丁·包爾（Austin Powell）稱歌曲就像當年在商業電台放送一樣，成為網上幾乎無孔不入的存在。
破嘴合唱團目前已接受這首歌變成迷因的模樣。樂團原先對歌曲以這種方式再次流行感到困惑和抗拒，但隨著理解加深而對這一概念產生興趣。在與The Daily Dot的採訪中，哈維爾稱是他們自己「發明了迷因」，原因是樂團早就透過新試鏡唱片發行了多達十個歌曲的混音版本。儘管樂團收到數個關於混音和翻唱的合作邀約，但無一順利談成，「我們覺得若是別人這樣做會增添它的美麗，但若是我們這樣做恐怕只會讓它掉價。」已離開樂團的坎普聲稱對〈滿天星〉的長紅受寵若驚，並已把蘇丹諾加為臉書好友。在眾多混音二創作品中，坎普最喜愛改編自賽門與葛芬柯的〈寂静之声〉的「悲傷」版本—〈The Sound of Smash Mouth〉（破嘴之聲），其放大了原曲歌詞中的憂鬱感。

## 曲目清單
| - 7英吋單曲 1. 〈Smash Mouth all the Hollywood〉 – 9:12 2. 〈All Star〉 – 3:24 - 加大單曲 1. 〈All Star〉 – 3:20 2. 〈Walkin' on the Sun〉 – 3:27 3. 〈Why Can't We Be Friends〉 – 4:46 4. 〈Can't Get Enough of You Baby〉 – 2:31 - CD/卡帶單曲 1. 〈All Star〉 – 3:20 2. 〈Walkin' on the Sun〉 – 3:27 | - 英國升級單曲 1. 〈All Star (Sports Edit)〉 – 3:39 2. 〈Walkin' on the Sun〉 – 3:25 3. 〈Can't Get Enough of You Baby〉 – 2:30 4. 〈Walkin' on the Sun (CD-ROM video)〉 – 3:26 - 英國CD單曲 1. 〈All Star (Sports Edit)〉 – 3:22 2. 〈Walkin' on the Sun (Sun E Delight Remix)〉 – 6:09 3. 〈The Fonz〉 – 3:37 |

## 參與人員
以下資料取自《太空漫遊》內頁。
破嘴合唱團
- 史蒂夫·哈維爾 – 人聲
- 格雷格·坎普 – 吉他、額外鍵盤、背景人聲
- 保羅·德·萊斯勒 – 貝斯、人聲

製作
- 艾瑞克·瓦倫丁（英语：Eric Valentine） – 製作、策畫、混音
- 布萊恩·加德納（Brian Gardner） – 母帶製作
- 崔佛·阿德金森（Trevor Adkinson） – 策畫
- 麥可·厄爾巴諾（英语：Michael Urbano） – 鼓[2]

## 榜單成績
| 榜單（1999年）                            | 最高 排名 |
| ----------------------------------------- | --------- |
| 澳大利亚（澳大利亚唱片业协会單曲榜）      | 4         |
| 比利时佛兰德（Ultratip榜外單曲榜）        | 9         |
| 加拿大（《RPM》热门单曲榜）               | 2         |
| 加拿大（《RPM》成人當代榜）               | 4         |
| 加拿大（《RPM》摇滚/另类榜）              | 6         |
| 歐洲（歐洲百大單曲榜）                    | 63        |
| 芬兰（芬蘭官方單曲榜）                    | 17        |
| 德国（德國官方單曲榜）                    | 74        |
| 冰島（冰島40強排行榜）                    | 18        |
| 荷兰（荷蘭四十強單曲榜）                  | 38        |
| 荷兰（百强单曲榜）                        | 57        |
| 新西兰（新西兰唱片音乐协会单曲榜）        | 15        |
| 蘇格蘭（官方榜单公司單曲榜）              | 19        |
| 西班牙（西班牙音樂製作協會）              | 17        |
| 瑞典（瑞典最熱榜）                        | 49        |
| 英國（官方榜单公司單曲榜）                | 24        |
| 美国（《告示牌》百大單曲榜）              | 4         |
| 美國（《告示牌》Adult Alternative Songs） | 5         |
| 美國（《告示牌》Adult Pop Airplay）       | 1         |
| 美國（《告示牌》Alternative Airplay）     | 2         |
| 美國（《告示牌》Pop Airplay）             | 1         |

| 榜單（2019年）                   | 最高 排名 |
| -------------------------------- | --------- |
| 波蘭（波蘭百大電台榜）           | 84        |
| 美國（《告示牌》搖滾串流歌曲榜） | 3         |

| 榜單（2019年）                       | 排名 |
| ------------------------------------ | ---- |
| 澳大利亞（澳大利亞唱片業協會單曲榜） | 31   |
| 加拿大（《RPM》熱門單曲榜）          | 4    |
| 加拿大（《RPM》成人當代榜）          | 57   |
| 加拿大（《RPM》搖滾/另類榜）         | 32   |
| 美國（Billboard Hot 100）            | 17   |
| 美國（《告示牌》Adult Top 40）       | 8    |
| 美國（《告示牌》另類歌曲榜）         | 9    |
| 美國（《告示牌》Mainstream Top 40）  | 2    |

| 榜單（2017年）                   | Position |
| -------------------------------- | -------- |
| 美國（《告示牌》搖滾串流歌曲榜） | 29       |

| 榜單（2018年）                   | Position |
| -------------------------------- | -------- |
| 美國（《告示牌》搖滾串流歌曲榜） | 15       |

| 榜單（2019年）                   | Position |
| -------------------------------- | -------- |
| 美國（《告示牌》搖滾串流歌曲榜） | 6        |

| 榜單（2020年）                   | 排名 |
| -------------------------------- | ---- |
| 美國（《告示牌》搖滾串流歌曲榜） | 40   |

| 榜單（1992–2017年）                 | 排名 |
| ----------------------------------- | ---- |
| 美國（《告示牌》Mainstream Top 40） | 88   |

## 銷量認證
| 地區                                   | 认证    | 认证单位/销量 |
| -------------------------------------- | ------- | ------------- |
| 澳大利亚（澳大利亚唱片业协会）         | 白金    | 70,000^       |
| 丹麦（國際唱片業協會丹麥分會）         | 白金    | 90,000‡       |
| 意大利（意大利音乐产业联盟）           | 白金    | 50,000‡       |
| 英国（英国唱片业协会）                 | 2× 白金 | 1,200,000‡    |
| 美国（美國唱片業協會）                 | 3× 白金 | 3,000,000‡    |
| ^僅含認證的出貨量 ‡僅含認證的+實際銷量 |         |               |